# Béhoust
Béhoust est une commune française située dans le département des Yvelines, en région Île-de-France.

## Géographie

### Situation
La commune de Béhoust est située dans l'ouest du département des Yvelines, à 20 km environ au sud de Mantes-la-Jolie, sous-préfecture, et à 36 km environ à l'ouest de Versailles, préfecture du département.

### Communes limitrophes
|         | Flexanville |             |
| Orgerus | Béhoust     | Garancières |
|         |             | Millemont   |

### Lieux-dits et écarts
- Saint-Hilaire, les Masures, la Coudreuse, la Masse.

### Hydrographie
- L'aqueduc de l'Avre traverse la commune en tranchée enterrée.

### Transports et voies de communications

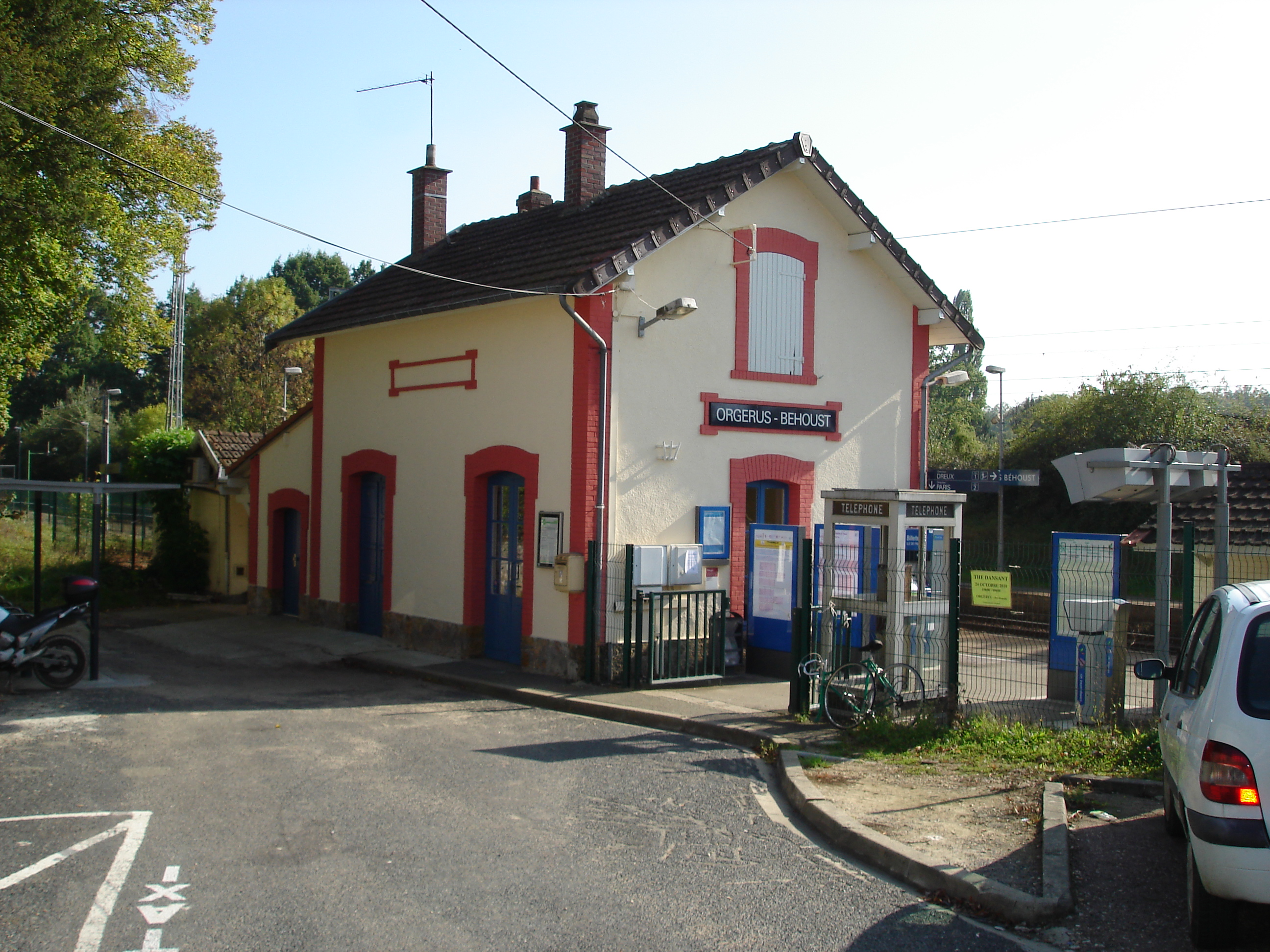
La gare d'Orgerus - Béhoust.

#### Réseau routier
La commune est traversée par la départementale 42 d'est en ouest.

#### Desserte ferroviaire
La ligne de Saint-Cyr à Surdon passe par le territoire communal. La gare ferroviaire la plus proche est la gare d'Orgerus - Béhoust qui est situé à 1,6 km sur la commune d'Orgerus.

#### Bus
La commune est desservie par les lignes 2 et Express 67 du réseau de bus Centre et Sud Yvelines.

### Climat
Pour des articles plus généraux, voir Climat de l'Île-de-France et Climat des Yvelines.
En 2010, le climat de la commune est de type climat océanique dégradé des plaines du Centre et du Nord, selon une étude du CNRS s'appuyant sur une série de données couvrant la période 1971-2000. En 2020, Météo-France publie une typologie des climats de la France métropolitaine dans laquelle la commune est exposée à un climat océanique et est dans la région climatique Sud-ouest du bassin Parisien, caractérisée par une faible pluviométrie, notamment au printemps (120 à 150 mm) et un hiver froid (3,5 °C).
Pour la période 1971-2000, la température annuelle moyenne est de 10,5 °C, avec une amplitude thermique annuelle de 14,2 °C. Le cumul annuel moyen de précipitations est de 654 mm, avec 10,7 jours de précipitations en janvier et 8 jours en juillet. Pour la période 1991-2020, la température moyenne annuelle observée sur la station météorologique la plus proche, située sur la commune de Saint-Léger-en-Yvelines à 13 km à vol d'oiseau, est de 11,0 °C et le cumul annuel moyen de précipitations est de 706,3 mm,. Pour l'avenir, les paramètres climatiques de la commune estimés pour 2050 selon différents scénarios d'émission de gaz à effet de serre sont consultables sur un site dédié publié par Météo-France en novembre 2022.

## Urbanisme

### Typologie
Au 1er janvier 2024, Béhoust est catégorisée bourg rural, selon la nouvelle grille communale de densité à sept niveaux définie par l'Insee en 2022.
Elle appartient à l'unité urbaine d'Orgerus, une agglomération intra-départementale regroupant deux  communes, dont elle est une commune de la banlieue,,. Par ailleurs la commune fait partie de l'aire d'attraction de Paris, dont elle est une commune de la couronne,. Cette aire regroupe 1 929 communes,.

### Occupation des solssimplifiée
Le territoire de la commune se compose en 2017 de 88,01 % d'espaces agricoles, forestiers et naturels, 4,81 % d'espaces ouverts artificialisés et 7,18 % d'espaces construits artificialisés.

## Toponymie
Le nom de la localité est attesté sous les formes Bohout et Behout au XIIIe siècle, Behodium en 1351, Behoux en 1660, Bohou en 1686, Bouhou en 1690, Bonlieu en 1712, Bohou en 1717, Behoust en 1757, Behoûst en 1793, Behoust en 1801.
L'étymologie est obscure, les formes anciennes n'étant pas suffisamment caractérisées. D'ailleurs ni Albert Dauzat, ni Ernest Nègre ne se sont prononcés sur l'origine de ce toponyme, montrant par là qu'ils en ignorent l'étymologie.
Un hameau s'appelle la Coudreuse.

## Histoire

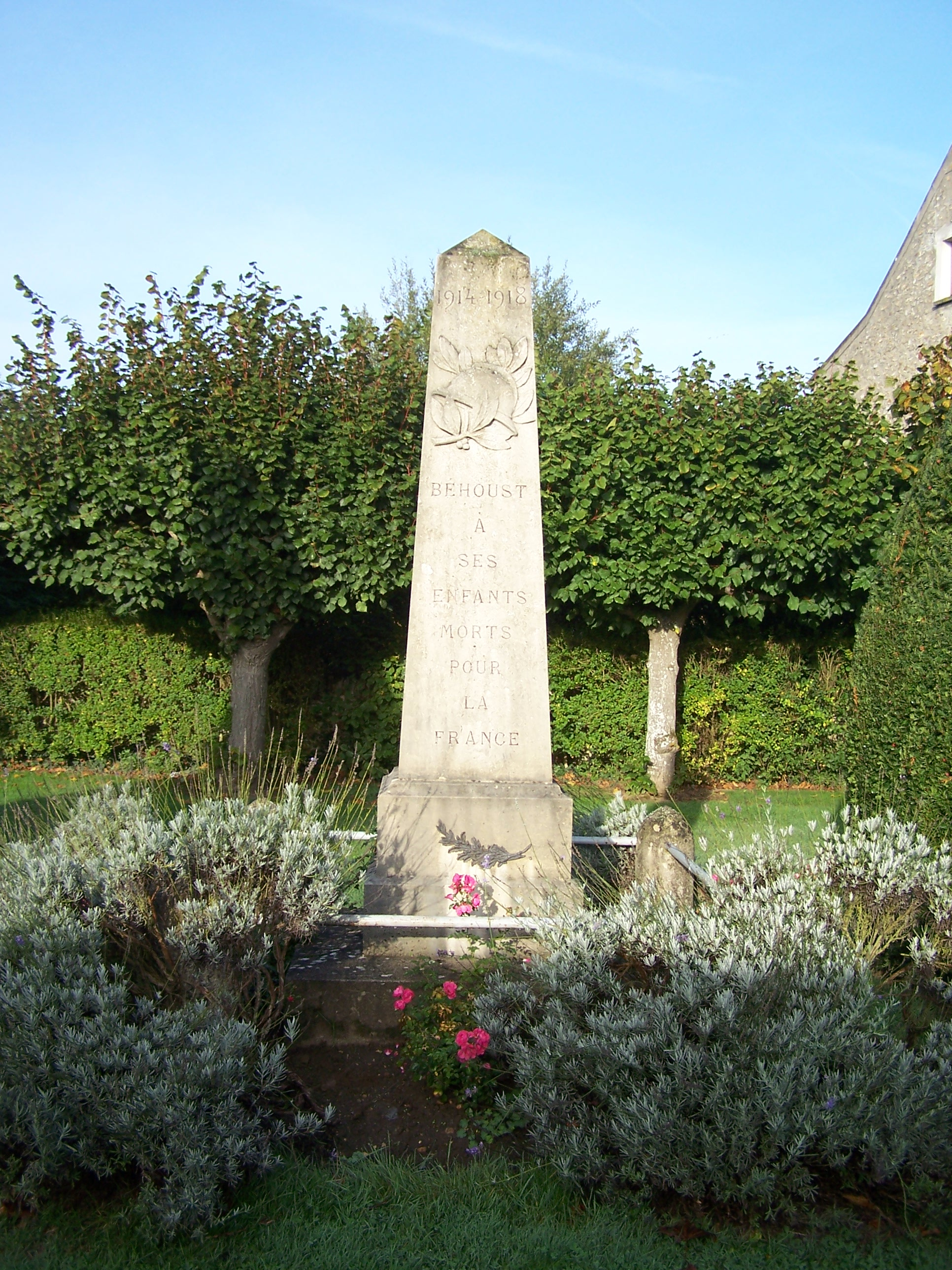
Le monument aux morts.

Au paléolithique (âge de la pierre taillée) la région ne devait guère se prêter au peuplement, il y avait d’anciennes lagunes transformées en marais boisés.
La paroisse Saint-Hilaire  date du XIIe siècle, elle appartenait au prieuré de Saint-Martin-des-Champs dépendant de l'abbaye de Coulombs, Eure-et-Loir.
Le territoire de Béhoust dépendait vers 1230 de la châtellenie de Montfort.
Du XIIIe siècle jusqu'à la fin du XVIIe siècle, il fut la propriété de la famille de Hargeville.

## Politique et administration

### Liste des maires
| Période                                  | Période  | Identité      | Étiquette | Qualité |
| ---------------------------------------- | -------- | ------------- | --------- | ------- |
| Les données manquantes sont à compléter. |          |               |           |         |
| 2001                                     | En cours | Guy Pélissier |           |         |

## Population et société

### Démographie

#### Évolution démographique
L'évolution du nombre d'habitants est connue à travers les recensements de la population effectués dans la commune depuis 1793. Pour les communes de moins de 10 000 habitants, une enquête de recensement portant sur toute la population est réalisée tous les cinq ans, les populations de référence des années intermédiaires étant quant à elles estimées par interpolation ou extrapolation. Pour la commune, le premier recensement exhaustif entrant dans le cadre du nouveau dispositif a été réalisé en 2005.

En 2022, la commune comptait 523 habitants, en évolution de +13,7 % par rapport à 2016 (Yvelines : +2,72 %, France hors Mayotte : +2,11 %).
| 1793 | 1800 | 1806 | 1821 | 1831 | 1836 | 1841 | 1846 | 1851 |
| ---- | ---- | ---- | ---- | ---- | ---- | ---- | ---- | ---- |
| 148  | 293  | 301  | 242  | 313  | 292  | 275  | 278  | 292  |

| 1856 | 1861 | 1866 | 1872 | 1876 | 1881 | 1886 | 1891 | 1896 |
| ---- | ---- | ---- | ---- | ---- | ---- | ---- | ---- | ---- |
| 294  | 303  | 290  | 279  | 280  | 235  | 251  | 277  | 269  |

| 1901 | 1906 | 1911 | 1921 | 1926 | 1931 | 1936 | 1946 | 1954 |
| ---- | ---- | ---- | ---- | ---- | ---- | ---- | ---- | ---- |
| 259  | 263  | 246  | 269  | 284  | 274  | 272  | 220  | 273  |

| 1962 | 1968 | 1975 | 1982 | 1990 | 1999 | 2005 | 2006 | 2010 |
| ---- | ---- | ---- | ---- | ---- | ---- | ---- | ---- | ---- |
| 216  | 234  | 264  | 282  | 322  | 374  | 429  | 453  | 476  |

| 2015 | 2020 | 2022 | - | - | - | - | - | - |
| ---- | ---- | ---- | - | - | - | - | - | - |
| 460  | 488  | 523  | - | - | - | - | - | - |

#### Pyramide des âges
En 2018, le taux de personnes d'un âge inférieur à 30 ans s'élève à 31,4 %, soit en dessous de la moyenne départementale (38,0 %). À l'inverse, le taux de personnes d'âge supérieur à 60 ans est de 27,4 % la même année, alors qu'il est de 21,7 % au niveau départemental.
En 2018, la commune comptait 230 hommes pour 239 femmes, soit un taux de 50,96 % de femmes, légèrement inférieur au taux départemental (51,32 %).
Les pyramides des âges de la commune et du département s'établissent comme suit.
| Hommes | Classe d’âge | Femmes |
| ------ | ------------ | ------ |
| 0,4    | 90 ou +      | 1,2    |
| 7,9    | 75-89 ans    | 8,0    |
| 18,4   | 60-74 ans    | 18,9   |
| 28,0   | 45-59 ans    | 25,7   |
| 14,2   | 30-44 ans    | 14,5   |
| 14,6   | 15-29 ans    | 14,9   |
| 16,3   | 0-14 ans     | 16,9   |

| Hommes | Classe d’âge | Femmes |
| ------ | ------------ | ------ |
| 0,6    | 90 ou +      | 1,4    |
| 6      | 75-89 ans    | 7,8    |
| 13,5   | 60-74 ans    | 14,8   |
| 20,7   | 45-59 ans    | 20,1   |
| 19,6   | 30-44 ans    | 19,9   |
| 18,5   | 15-29 ans    | 16,8   |
| 21,2   | 0-14 ans     | 19,2   |

### Enseignement
La commune possède une école élémentaire publique.

## Économie
- Exploitations agricoles.

## Culture locale et patrimoine

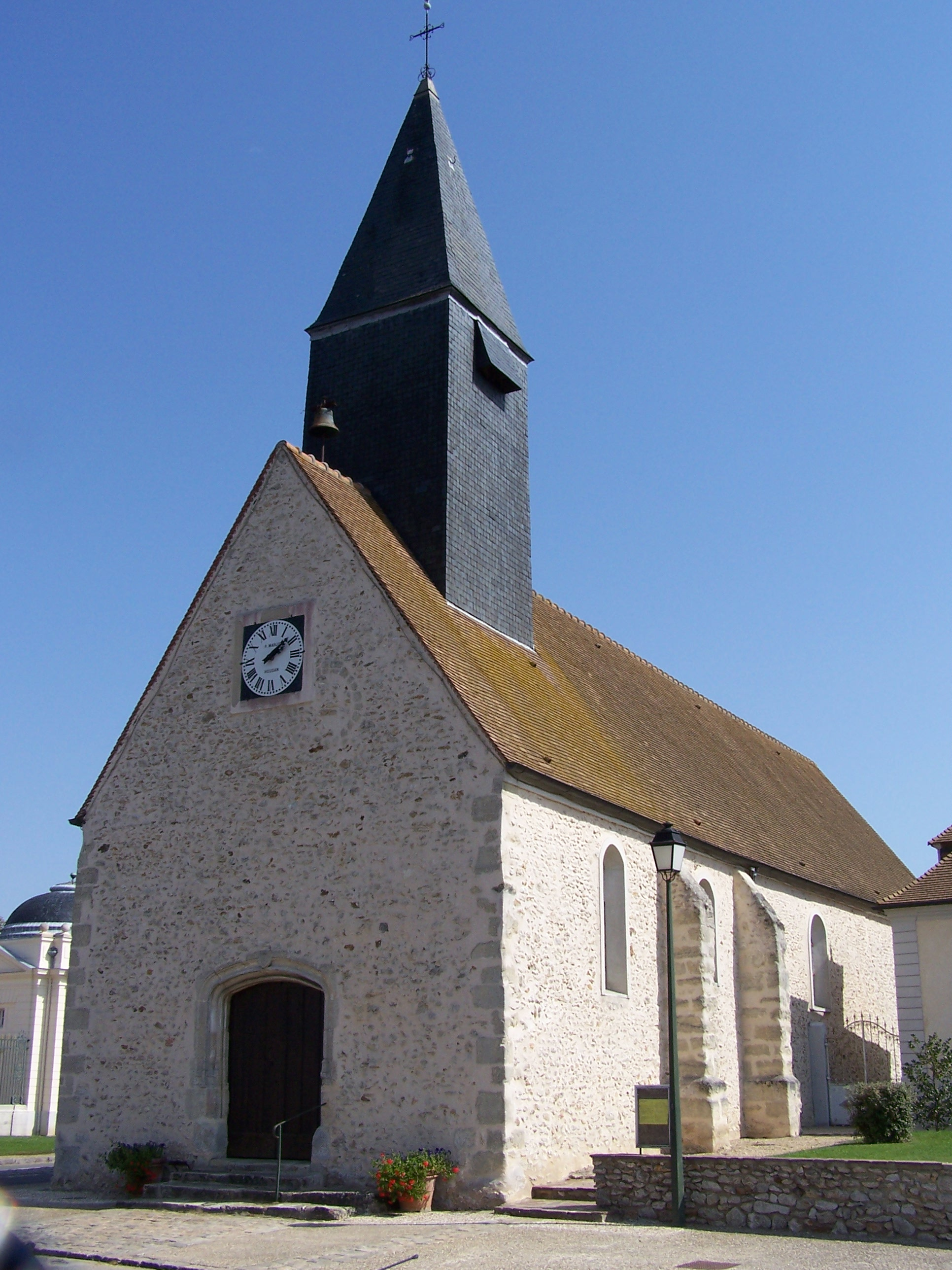
L'église Saint-Hilaire.

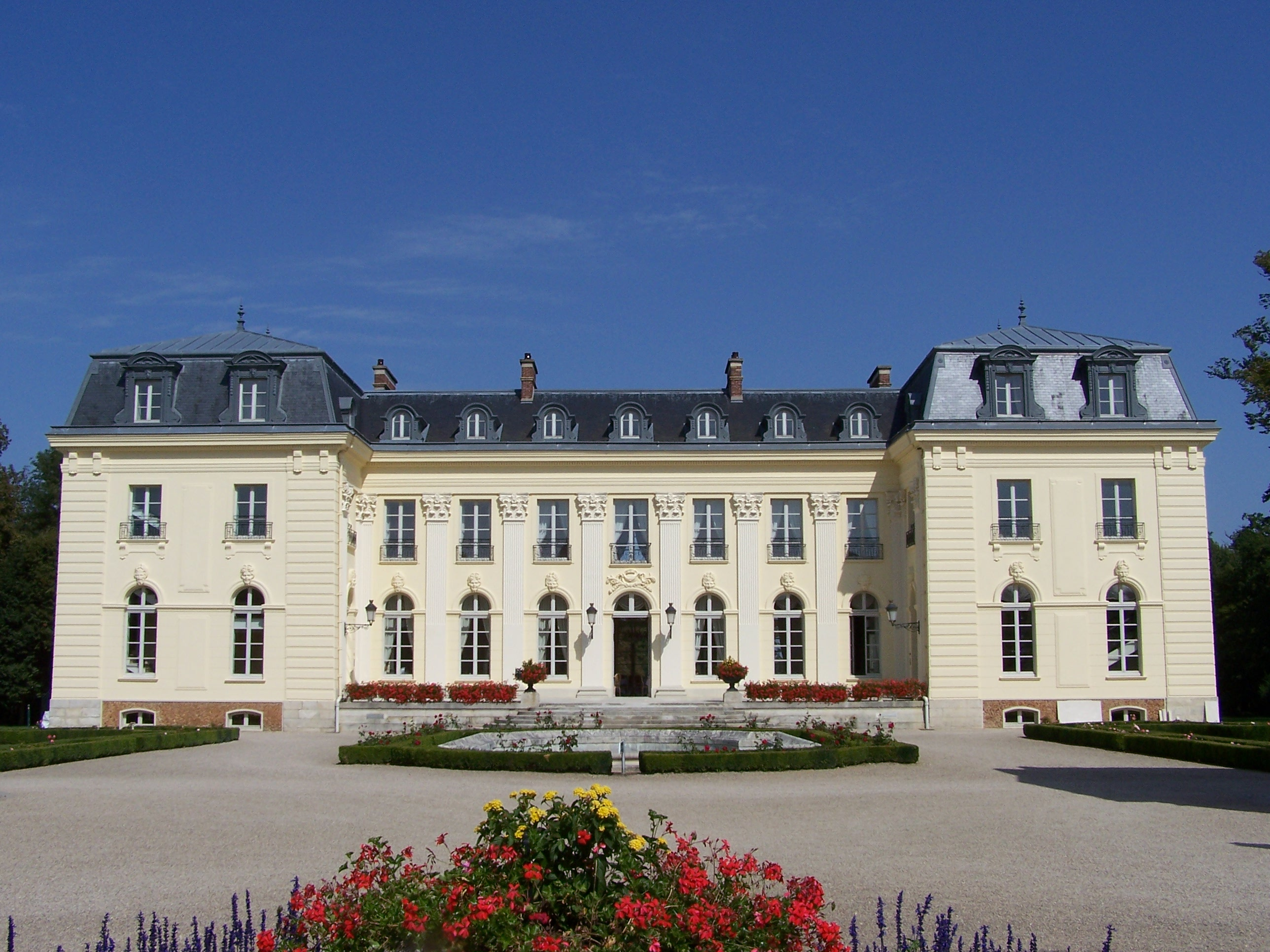
Le château de Béhoust.

### Lieux et monuments
- Église Saint-Hilaire.

Une partie de l'église est du XIIe siècle, mais conserve également des éléments décoratifs et des vitraux du XVIe siècle.
Trois vitraux du XVIe siècle sont classées.
- Le château de Béhoust, date de la seconde moitié du XVIIIe siècle pour ce qui est de la partie centrale, et de la fin du XIXe siècle pour les deux ailes qui ont été rajoutées en 1880.

Le château est inscrit MH en 1976.
Aujourd'hui, c'est une propriété privée consacrée à l'accueil et à l'organisation de réunions, rencontres et séminaires.